# Второе правительство Медведева
Второе Правительство Российской Федерации под председательством Медведева Дмитрия Анатольевича было сформировано 8—18 мая 2018 года. Первое заседание прошло 22 мая.
Структура Правительства утверждена Указом Президента Российской Федерации № 215 от 15.05.2018.
Список министерств, действовавших с 2018 по 2020, см. в статье Структура федеральных органов исполнительной власти России (2018—2020).
15 января 2020 года после послания президента РФ Федеральному собранию правительство Медведева объявило об отставке и исполняло обязанности до утверждения Первого правительства М. В. Мишустина.

## Назначение Д. Медведева
7 мая 2018 года Владимир Путин после вступления в должность президента на четвертый срок предложил Государственной думе кандидатуру Дмитрия Медведева на пост председателя правительства. 8 мая Госдума дала своё согласие, и в тот же день В. Путин назначил Д. Медведева председателем правительства.
| Фракция                           | Депутаты | За  | Против | Воздержались | Не голосовали | Вакантные места |
| --------------------------------- | -------- | --- | ------ | ------------ | ------------- | --------------- |
| Единая Россия                     | 339      | 330 | 0      | 0            | 9             |                 |
| КПРФ                              | 42       | 0   | 37     | 0            | 5             |                 |
| ЛДПР                              | 40       | 39  | 0      | 0            | 1             |                 |
| Справедливая Россия               | 23       | 4   | 19     | 0            | 0             |                 |
| Родина                            | 1        | 1   | 0      | 0            | 0             |                 |
| Гражданская платформа             | 1        | 0   | 0      | 0            | 1             |                 |
| Общий результат                   | 446      | 374 | 56     | 0            | 16            | 4               |
| Справка о результатах голосования |          |     |        |              |               |                 |

## Новые министерства
Курсивом выделены ведомства, подвергшиеся реорганизации (преобразованию, объединению, разделению) или упразднению в течение периода деятельности данного состава Правительства.
- Министерство просвещения Российской Федерации (преобразовано из Министерства образования и науки Российской Федерации в результате его реорганизации)
- Министерство науки и высшего образования Российской Федерации (образовано при реорганизации Министерства образования и науки Российской Федерации)
- Министерство связи и массовых коммуникаций Российской Федерации переименовано в Министерство цифрового развития, связи и массовых коммуникаций Российской Федерации
- Министерство по развитию Дальнего Востока переименовано в Министерство по развитию Дальнего Востока и Арктики (от 26 февраля 2019 года)

## Члены Правительства
Наименования должностей членов правительства приводятся так, как они официально именуются.
| Должность | Портрет | Имя и фамилия        | Партия | Партия        | Дата вступления в должность |
| --- | ------- | -------------------- | ------ | ------------- | --------------------------- |
| Председатель Правительства Российской Федерации |         | Дмитрий Медведев     |        | Единая Россия | 8 мая 2018                  |
| Заместители председателя правительства |         |                      |        |               |                             |
| Первый заместитель председателя правительства Российской Федерации — Министр финансов Российской Федерации по вопросам финансово-экономической политики      |         | Антон Силуанов       |        | Единая Россия | 18 мая 2018                 |
| Заместитель председателя правительства Российской Федерации по вопросам культуры, туризма и спорта                                                           |         | Ольга Голодец        |        | Беспартийная  | 21 мая 2012                 |
| Заместитель председателя правительства Российской Федерации по вопросам социальной политики                                                                  |         | Татьяна Голикова     |        | Единая Россия | 18 мая 2018                 |
| Заместитель председателя правительства Российской Федерации по вопросам топливно-энергетического комплекса, промышленности и торговли                        |         | Дмитрий Козак        |        | Беспартийный  | 14 октября 2008             |
| Заместитель председателя правительства Российской Федерации по вопросам строительства, ЖКХ и регионального развития                                          |         | Виталий Мутко        |        | Беспартийный  | 19 октября 2016             |
| Заместитель председателя правительства Российской Федерации по вопросам транспорта, связи и цифровизации экономики                                           |         | Максим Акимов        |        | Беспартийный  | 18 мая 2018                 |
| Заместитель председателя правительства Российской Федерации по вопросам оборонно-промышленного комплекса и ракетно-космической отрасли                       |         | Юрий Борисов         |        | Беспартийный  | 18 мая 2018                 |
| Заместитель председателя правительства Российской Федерации по вопросам агропромышленного комплекса, природных ресурсов и экологии                           |         | Алексей Гордеев      |        | Единая Россия | 18 мая 2018                 |
| Заместитель председателя правительства Российской Федерации — полномочный представитель президента Российской Федерации в Дальневосточном федеральном округе |         | Юрий Трутнев         |        | Единая Россия | 31 августа 2013             |
| Заместитель председателя правительства Российской Федерации — руководитель аппарата правительства Российской Федерации                                       |         | Константин Чуйченко  |        | Беспартийный  | 18 мая 2018                 |
| Министры |         |                      |        |               |                             |
| Министр внутренних дел |         | Владимир Колокольцев |        | Беспартийный  | 21 мая 2012                 |
| Министр по делам гражданской обороны, чрезвычайным ситуациям и ликвидации последствий стихийных бедствий                                                     |         | Евгений Зиничев      |        | Беспартийный  | 18 мая 2018                 |
| Министр здравоохранения |         | Вероника Скворцова   |        | Беспартийная  | 21 мая 2012                 |
| Министр иностранных дел |         | Сергей Лавров        |        | Беспартийный  | 9 марта 2004                |
| Министр культуры |         | Владимир Мединский   |        | Единая Россия | 21 мая 2012                 |
| Министр обороны |         | Сергей Шойгу         |        | Единая Россия | 6 ноября 2012               |
| Министр просвещения |         | Ольга Васильева      |        | Беспартийная  | 18 мая 2018                 |
| Министр науки и высшего образования |         | Михаил Котюков       |        | Единая Россия | 18 мая 2018                 |
| Министр по делам Северного Кавказа |         | Сергей Чеботарёв     |        | Беспартийный  | 18 мая 2018                 |
| Министр по развитию Дальнего Востока и Арктики |         | Александр Козлов     |        | Единая Россия | 18 мая 2018                 |
| Министр природных ресурсов и экологии |         | Дмитрий Кобылкин     |        | Единая Россия | 18 мая 2018                 |
| Министр промышленности и торговли |         | Денис Мантуров       |        | Беспартийный  | 21 мая 2012                 |
| Министр цифрового развития, связи и массовых коммуникаций |         | Константин Носков    |        | Беспартийный  | 18 мая 2018                 |
| Министр сельского хозяйства |         | Дмитрий Патрушев     |        | Беспартийный  | 18 мая 2018                 |
| Министр строительства и жилищно-коммунального хозяйства |         | Владимир Якушев      |        | Единая Россия | 18 мая 2018                 |
| Министр спорта |         | Павел Колобков       |        | Беспартийный  | 19 октября 2016             |
| Министр транспорта |         | Евгений Дитрих       |        | Единая Россия | 18 мая 2018                 |
| Министр труда и социальной защиты |         | Максим Топилин       |        | Беспартийный  | 21 мая 2012                 |
| Министр экономического развития |         | Максим Орешкин       |        | Беспартийный  | 30 ноября 2016              |
| Министр энергетики |         | Александр Новак      |        | Беспартийный  | 21 мая 2012                 |
| Министр юстиции |         | Александр Коновалов  |        | Беспартийный  | 12 мая 2008                 |